# フワちゃん
フワちゃん（本名：不破 遥香〈ふわ はるか〉、年齢非公表11月26日 - ）は、日本のお笑いタレント、YouTuber。芸能事務所はワタナベエンターテインメントを経て、現在は無所属（フリーランス）。2024年8月11日から自身のSNSを通して起きた一連の不祥事により一切の芸能活動を休止している。

## 来歴

### 生い立ち
東京都八王子市出身。自身の性格について、「マジで真っ当な人気者タイプで、超明るかった」と語っている。小学2年生から小学4年生までアメリカのロサンゼルスに居住していた帰国子女。中学校ではバスケットボール部、立川高校在学時は陸上部に所属した。高校生時代は東京都の大会に800m走で出場したが、予選敗退となった。
子供の頃から新しいゲームや企画を考えたりすることが得意で、バレーボールと靴を飛ばす遊びとを掛け合わせた「靴飛ばしバレーボールゲーム」などを考え出していたという。

### お笑い芸人として
2013年、ワタナベコメディスクールの女性の同期生と「ランボランチ」を結成。本人曰く、この時はモエヤンを踏襲したネタをやっていたとのこと。また、養成所内での成績は良かったとも語っている。
ランボランチは相方の引退に伴い、同スクール在学中の2014年1月26日の選抜ライブを以って解散。同年、スクールの同期生・芝山大補（元D・N・A）とのコンビ「SF世紀宇宙の子」を結成。同スクールを2014年3月に卒業後、ワタナベエンターテインメントに所属。当時は「相方（芝山）の作るネタを上手に出来なかった」と話している。

### 大学卒業後

#### 2016年 - 2017年
東洋大学文学部中国哲学文学科卒業（4年生の時に1年留年し、5年かけて卒業。卒業論文のテーマは『芥川版「杜子春」と原典「杜子春伝」の比較研究』）。大学時代は早稲田大学のお笑いサークル「お笑い集団POP3」に所属していたが、あまり積極的に活動はしていなかった。大学在学中（2年生の時）にワタナベコメディスクール18期生として入学。同期は土佐兄弟、まちゅなどがいる。芸人を始めたきっかけは、学生時代にギャルの友人から芸人になることを勧められたことである。吉本興業の養成所のNSCは一括で払う入学費が高額で支払いが困難だと考え、ローンが組めるワタナベコメディスクールを選んだ。
SF世紀宇宙の子時代の2015年6月13日、『有吉ジャポン』（TBSテレビ）にコンビ2人で出演。この番組中で、カンニング竹山に「2年後にコンビ解散してそう」などとコメントされる。その発言通り、これより2年3か月後の2017年9月30日をもってSF世紀宇宙の子が解散。
2017年頃、Aマッソとトイレで鉢合わせた際、自分の名前を覚えてもらいたい気持ちや、笑ってほしい気持ちでパニックになり、自分のスカートをまくって「ほ～れエサだぞ～」と発言したことで爆笑され、特に加納から気に入られる。
仲良くなったAマッソが出演する番組へのゲスト出演で自身のキャラクター性が注目されたことにより、YouTuberとしても活動していく。
2017年、問題行動により、ワタナベエンターテインメントを解雇される。

#### 2020年
2020年8月3日より、自身初のMC番組『視聴者様に飼われたい!』（テレビ東京）が放送開始。

#### 2022年
2022年7月11日、バーグハンバーグバーグに制作を依頼した自身のオフィシャルウェブサイトを公開した。
2022年9月11日、女子プロレス団体スターダム横浜武道館大会に来場。同団体の10月23日に開催予定のアリーナ立川立飛大会でプロレスデビューすることが明らかになった。
同年10月23日、アリーナ立川立飛にて行われた、スターダム『第12回 ゴッデス・オブ・スターダム～タッグリーグ開幕戦～』にて、トレーナーの葉月と組んで上谷沙弥、妃南戦でプロレスデビューを果たす。結果は14分29秒、上谷の必殺技であるファイヤーバード・スプラッシュの前に敗れた。試合の模様は同年10月30日の『行列のできる相談所』（日本テレビ）にて放送された。
同年10月、Googleにて製造・販売されているスマートフォン「Google Pixel」のイメージキャラクターに起用され、複数のCMがYouTubeやテレビなどで放映された。特に「消しゴムマジック篇」ではフワちゃんが自撮りした時にいたずらで背後に映り込んだCMの監督を同スマートフォンの特徴でもある消しゴムマジック機能で消す際に発した言葉（「消しゴムマジックで消してやるのさ!」）が2023年4月に話題を呼び、関連ツイート数が約68,000件に達する反響となった。この台詞について、フワちゃんは自身のラジオ番組（『フワちゃんのオールナイトニッポン0(ZERO)』〈ニッポン放送〉）において、CM撮影の際にGoogle本社から台本などは提示されておらず、全てアドリブで発したことを明らかにしている。

#### 2024年
2024年4月から昔から夢であった海外への移住をすることを明かした。様々な国で生活する方針を取り、最初はアメリカに渡ったのち、フィリピンやマルタ、イギリスなどへ行っている。海外移住と宣言しながらも定住はしておらず、日本での芸能活動も継続しているため頻繁に帰国しており、旅行に近い形となっている。
しかし同年8月4日、X（旧Twitter）での芸人のやす子に対し「お前は偉くないので死んでください」と不適切である発言をし世間から猛烈な批判を受け、同月11日、芸能活動の休止発表に至った。

## 人物
- 身長161cm。本人の発言によれば、エアロビとプロレスが重なった時期は体重53kg、2023年9月時点では60kgとのことである。弟が2人いる[8]。陸上部出身でランニングが大好き[36]。夢は『世界の果てまでイッテQ!』（日本テレビ）に出演すること[2][37]。
- 失礼な振る舞いをすることで知られており、TBSへオーディションに行った際には『クレイジージャーニー』に出演していた松本人志（ダウンタウン）の楽屋を見つけ、挨拶に行こうとしてスタッフに制止され叱責された。その後、局内の床に座っているのを偶然通りかかった事務所重役に見咎められて注意を受け、この役員が立ち去る際には中指を立てた。なお、その場所がガラス張りであったため、この役員には一連の所作が見えており、すぐさま上司により通報されたことで、事務所を解雇されるに至った[3][38][39][40]。 以降はフリーの芸人として活動[41]。
- 元相方の2人とは2019年現在でも連絡を取っており、「最高の友達になっちゃったって感じ」と語っている[12]。解散後1年ほどはネタを披露する活動もしており、『R-1ぐらんぷり』や『女芸人No.1決定戦 THE W』にも出場していた[12]。ただし「元々、ネタが得意でなかった」とも述懐している[10]。
- 「おはぴよ〜」[42]「サイアクゥ〜」「かわいとぉ」「あたおか」（「あたおか」発案は見取り図のギャグ）など、ワードセンスが独特と言われている[3][2][37]。フワちゃんの母親も「子供の頃からあの（今の）まんま」と話している[8]。
- フワちゃん曰く、個性的なスタイルが篠原ともえを意識した「シノラー」とよく言われるとのことだが[10]、髪型はビビアン・スーを参考にしている。スポブラスタイルを始めたきっかけは、『Aマッソのゲラニチョビ』での台湾ロケ。当初フワちゃんが私服だったことを、放送作家の白武ときおに「普通の格好で番組出るつもりなの？」と煽られたため、空港に着きトイレでスポブラスタイルに着替え、髪形をシニヨン（お団子頭）に変えたことから。お団子頭にした理由は、台湾だからビビアン・スーの髪型にしたのだという[43]。なお、スポブラは最初1着しか持っておらず、洗濯が困難となり、メルカリにて「フワちゃん スポブラ」のキーワードでヒットした出品物を2着目として購入したという[43]。ちなみに、『SF世紀宇宙の子』のメンバーだった頃からスポブラスタイルでの活動をしている。その当時、初期はノーブラで舞台に上がっていたが、「乳首が立ってるのが気になってネタの世界観が全然入ってこない」と事務所の人に指摘されている。しかし、普通にブラジャー着けるのも嫌だと思って「ブラのまんまで出たろ」としてスポブラスタイルで出るようになったと話している[44]。
- ただしいわゆるシノラーファッションには影響を受けていることも認めており、2020年に初対面した際には「元祖」「崇拝」と表現[45]。同年9月には篠原のラジオ番組『東京プラネタリー☆カフェ』に出演し、初共演している[46]。
- 『あいつ今何してる?』（テレビ朝日）にて過去の一端が明かされた。小、中学校と同級生だった女性によれば、小学4年生時に帰国した際、アメリカナイズされた性格となっており、授業中にも叫ぶなど、現在の「フワちゃん」としての性格が出来上がっていたという。この女性は中学時代は同じ陸上部員だったのだが、部活動中にフワちゃんから「漏らしちゃった」と言われるなど、日常的に失禁をしていたことも明かされた[47]。
- 先述の『あいつ今何してる?』内で、声優の佐倉綾音とは同じ学校の同学年であることが明らかになった。クラスも部活動も別だったため直接的な接点はなく、佐倉は同窓生であることに気付いていなかった。日常的にフワちゃんのYouTubeやTwitterを見ていたが、マネージャーから連絡を受け初めて同窓の同学年だったことに気付いたという[48]。佐倉は当時の印象について「学年でヤバイ子がいたのは覚えている。ヤンチャで目立つ。台風の暴風域みたいな感じ」と語っている[48]。
- 普段はタメ口キャラ（その上ほとんどの芸人を呼び捨て）であるが、高嶋ちさ子に対しては例外であり、敬語で話すという[49]。また、アンミカ、デヴィ夫人に対しても呼び捨てはしない[50]。タメ口キャラになったきっかけは、フワちゃんが中学時代の恩師と慕う学級担任の教育方針によるもの。フワちゃんは恩師を好意的に捉え心を許していたことから、ファーストネームで敬称を付けず呼んでいた。恩師も当初は戒めていたものの「僕には止められないな」と思い、友達口調を改めることはしなかった。フワちゃん曰く「伸び伸び育ててくれて、すごく感謝している」とのこと。恩師は「作っているんじゃなくて、中学の時のまんま」とフワちゃんのキャラを評している[51]。
- 『太田光のつぶやき英語』（NHK総合）にゲスト出演した際、解説役のレギュラー出演者である鳥飼玖美子に対してフレンドリーなやりとりをする企画設定のもと話しかけたところ、鳥飼から手厳しく応対される様子が放映された[52][53][54][55]。鳥飼からは最後に気づかいの言葉をかけられており、番組制作側の不手際によって噛みあわない演出となったことに憤っていた[55]。後日、鳥飼との和やかな交流の様子が紹介されている[56][57][58]。

### 趣味・嗜好
- テイラー・スウィフトの大ファンであり、2024年の公演ではテイラーのマネージャーから招待席をプレゼントされている[59]。

### YouTuberとして
2017年6月、静岡朝日テレビ内SunSetTVで配信された、当時の事務所の先輩芸人であるAマッソのインターネット番組『Aマッソのゲラニチョビ』#22『FUWA』で初のゲスト出演。Aマッソに説教されるという設定でフワちゃんのキャラクターが大きく取り上げられインパクトを残す。2021年11月現在、チャンネル内では最も再生された動画となっている。
同年9月、YouTubeにてテレビ朝日ディレクターの寒川拓郎と共に自身のチャンネル「フワちゃんのウーウー」を開設。これは、テレビ業界人を対象とした「自身を売り込むアピールの場」として運用していたものだった。2018年4月にYouTube個人チャンネル「フワちゃんTV/FUWACHAN TV」を開設。
元々Instagramで写真を加工したコラージュ画像を上げており、そのセンスと面白さに着目した放送作家の長﨑周成（フワちゃん曰く、長崎は“マブダチ”）から声をかけられ、YouTuberデビューすることになった。さらにアルバイト先の店長に後押しされたこと、自分の才能をお金にすることをやっている人はかっこいい、と思ったのもYouTuberを始めるきっかけだったという。自分のYouTubeは「私の楽しい頭の中をそのまんま映像にしたもの」であるという。
フワちゃんは自身のことを「賞レースやバラエティからでなく、YouTube発祥の新しいタイプの芸人」としている。どこにも所属せずフリーで活動する理由として「自分はどうせ変なことをやるので、（もし所属していたら所属先から）怒られそうだし、だけど怒られるのは無理だから、それなら自分でやった方がいい」という趣旨の説明をしている。
ヴィヴィッドなカラーのスポーツブラにミニスカート、またはホットパンツという派手な服装で街や海外などに出掛け、出掛け先で一般人から著名のYouTuberまで、海外では現地の人に“ダル絡み”するなどの動画活動を展開、アバンティーズ、SUSURU TV.、しばなんらのYouTuberと、SunSetTVの企画でははじめしゃちょーともコラボした。帰国子女であることもあって英語が堪能で、英語でコミュニケーションをとることもある。本人自身、海外へ行くことが大好きだと公言している。
チャンネルの概要
フワちゃんTV
2018年に開設したチャンネルで、友達との動画や海外に行った際の動画も投稿している。更新は不定期となっている。
フワちゃんFLIX
フワちゃんTVの開設から約1年となる2019年4月にサブチャンネル「フワちゃんFLIX」を開設。このチャンネルの一部の動画編集は、フワちゃんの弟である「ふわけん」が担当している。

### プロレス
- プロレスデビュー発表前、芸能界随一のプロレスファンである有田哲平（くりぃむしちゅー）にプロレスに関して相談をしていた。また、デビュー発表当日の大会には有田がプライベートで来場しており[66]、以降の試合ではゲスト解説を務めている。
- プロレスデビューに関しては賛否両論が巻き起こり、出場する団体のスターダム内でも、同団体のヒールユニット大江戸隊のメンバーが、（敵対勢力のSTARSが葉月を中心にコーチを務めていたとは言え）デビューに対して異を唱えた[67]。
- プロレスリング・ノアの拳王はデビューに関して発表当初こそ批判的だったが、ひたむきに練習していることを知り肯定的な立場へと変わった[68]。
- 元プロレスラーである豊田真奈美は、第2戦での受け身を「デビュー2戦目ながらかなり受け身取れてる」と評した[69]。

戦績
- 2022年10月23日
  - 妃南&○上谷沙弥（14分29秒 ファイヤーバードスプラッシュ→片エビ固め）葉月&●フワちゃん
- 2023年4月23日 『ALLSTAR GRAND QUEENDOM 2023』
  - ○林下詩美&天咲光由（14分19秒 ジャーマンスープレックスホールド）葉月&●フワちゃん

### エピソード
- フワちゃんのファンを公言する指原莉乃（元HKT48）とは友人同士でもあり、プライベートでもよく食事などに行く仲。『ウチのガヤがすみません!』（日本テレビ）にて指原のイチオシ芸人として出演しその個性を披露した他、「自分のYouTubeチャンネルに上げたいから撮らせて」と収録の本番中にスマートフォンで動画撮影を始めたが、Twitterでのトレンド入りなど反響もあり、番組へはその後もレギュラー出演している[2][37]。
- 周りの友人はフワちゃんが売れるための「フワちゃんブレイク会議」を開いていたことがあり、フワちゃんは「周りが頑張ってくれている」と話している[17]。
- アメリカからの帰国子女のため英会話が堪能である上、大学では中国哲学を専攻していたため、中国語も話すことができる[70]。
- 本名が「不破」であることがクイズで出題されたことがある[71]。
- ワタナベエンターテインメント所属時代、『SF世紀宇宙の子』としてオーディションに臨んだ際、相方のアドリブに大笑いしたはずみで失禁した他、事務所の看板への落書き、ライブのエンディングで登壇せず隠れて漫画を読む、など毎日のようにトラブルを起こし、その度に事務所スタッフに叱責されていた[38]。当時を知る芸能関係者も「（フワちゃんは）管理されるのが嫌いだろう」と話している[39]。
- 篠原ともえについては「あたしの元祖」と呼び、自身のファッションの源流として崇めている。2020年7月、東京都内で個展を開催していた篠原と初対面を果たし、ツーショット写真を撮影した[72]。
- 怒られるのは全て無理というわけではないが、大学生の頃「私のためを思って怒ってくれる人」と「ただ自分の感情をぶつけるために怒ってる人」の見分けが付くようになったらしい。説教されて反省してもよいと思えるのは前者と、自分の心に「役所ぶっ建てて関門を通過したものだけ」と話していたことがある[43]。
- 公的には年齢非公表とされてはいるが、2023年11月26日の自身の誕生日に更新した各SNSには、ほぼ年齢がわかるとされる写真を投稿に添えている[73]。

### 不祥事
2024年8月4日14時頃、Xにて芸人のやす子が2日21時5分につぶやいた「やす子オリンピック　生きてるだけで偉いので皆　優勝でーす😄😄😄😄👏👏👏👏✨✨」というポストに対して、「おまえは偉くないので、死んでくださーい😅😅😅😅😅　予選敗退でーす👏👏」という引用リポストをした。その後引用リポストを削除した。しかし、スクリーンショット等で投稿が拡散され、徐々に波紋が広がった。同日23時41分には、「本当にすみません　今ここで皆さんに報告することではないのですが、言っちゃいけないこと言って、傷つけてしまいました。」として、本人に直接謝罪をするとポストした。6日にやす子に直接会って謝罪を行い、やす子は謝罪を受け入れた。8日に自身のXに報告とお詫びの文を掲載し「"もしもこの投稿にアンチコメントが付くなら"という遊びをしていたところ誤って投稿してしまった」と投稿時の背景を明かした。やす子への引用リポスト以降に、以下の活動の影響が出た。
- 8月6日3時（5日深夜）から生出演予定だった『フワちゃんのオールナイトニッポン0(ZERO)』は放送を休止し、代替企画が放送された[80][81]。さらに9日17時頃、同番組の制作局であるニッポン放送は公式ホームページにて番組終了（パーソナリティー降板）を発表した[82]。
- 8月6日までにフワちゃんが出演する「Google Pixel」のCM映像のYouTube公開が停止され、Google Japan公式Xのフワちゃん関連のポストが全て削除された[83]。CMを初めとした広告・販促物について、Googleはポリシー違反による掲載停止と説明している[84]。
- 開隆堂出版の発行する2025年版の中学の技術・家庭（家庭分野）の教科書[注 4]に「自分らしさや個性をあらわす例」としてフワちゃんの写真も掲載される予定だったが、出版社はフワちゃんの写真の削除を決め、8月8日に文部科学省に訂正申請を行った[87][88][89]。
- 8月8日までに自身のYouTubeチャンネルのコメント欄が閉鎖された[90][注 5]。
- 8月11日放送の『行列のできる相談所』について、9日夜までに同番組公式サイトの番組情報のレギュラー欄からフワちゃんの顔写真が削除され[92]、フワちゃんのトーク部分は全カット編集された[78]。
- 8月11日、芸能活動の休止を発表[93]。

- 9月7日放送の『有吉の夏休み2024 密着77時間in Hawaii』について、8月31日までに同番組公式サイトが更新され、フワちゃんの出演部分を編集して放送する断りが掲載された。サイトトップの画像からフワちゃんが消され、出演者一覧からも名前が消されている[94]。

## 出演

### テレビ番組
過去のレギュラー
- そんなコト考えた事なかったクイズ!トリニクって何の肉!?（朝日放送テレビ制作・テレビ朝日）
- アイ・アム・冒険少年（TBSテレビ） - 正式にレギュラーという扱いではないが、毎回スタジオ出演をしている。『あばれる山』企画ではこのメンバーも含め「全員集合」とされる。
- 日曜はカラフル!!!（TOKYO MX、2019年4月 - 2022年3月） - カラフルズ
- ウチのガヤがすみません!（日本テレビ、2019年4月23日 - 2021年9月28日）
- サンデージャポン（TBSテレビ）(2019年10月27日 - 2022年7月3日)
- 行列のできる法律相談所 → 行列のできる相談所（日本テレビ、2020年6月 - 2024年8月）
- 世界一受けたい授業（日本テレビ、2020年7月4日、10月10日 -  2021年3月27日） - ナレーション[95]
- グッとラック!（TBSテレビ、2020年10月2日 - 2021年3月26日） - 金曜レギュラー
- バカサシ〜バカなものサシ〜（朝日放送テレビ、2021年3月7日 - 21日） - 天の声
- ゼロイチ（日本テレビ、2021年3月27日 - 2023年9月30日） - レギュラー[96]
- そんな食べ方あったのか!（テレビ朝日、2021年4月2日 - 10月1日） - MC[注 6]
- ヒルナンデス!（日本テレビ、2021年10月4日 - 2024年3月25日） - 月曜レギュラー
- 炎の体育会TV（TBS、2021年4月10日 - 2023年3月18日） - 2021年4月10日放送回からレギュラー出演。レギュラー加入以前も春日と共にエアロビ挑戦企画に出演していた。
- トンツカタン森本&フワちゃんの『Thursday Night Show』〜学ばない英語〜（テレビ朝日、2022年10月7日 - 2023年9月29日） - MC

特別番組（MCもしくはメインキャスト）
- 芸能人飼育バラエティ 視聴者様に飼われたい!（テレビ東京、2020年8月3日・10日・2021年3月17日） - MC
- チョコフワ 犬猫VS芸人（テレビ朝日、2020年12月31日） - MC
- 土曜☆ブレイク（TBSテレビ）
  - 見破れ!アクター&リアクター（2021年1月23日・5月31日[97]）- MC[注 7]
  - ギャル7（2022年8月6日） - MC
- 各界のプロが教える“人生最強”衝撃映像49連発!!（2021年4月16日、テレビ東京）- 進行
- 大学お笑いMONSTERS～お笑いのプロが選ぶ本当に面白い学生芸人No.1決定戦～（テレビ東京、2021年9月3日・10日） - MC
- Tナイト「さしフワご相談ナイト」（フジテレビ、2022年3月2日） - MC
- 芸能人監督グランプリ（2022年12月2日、日本テレビ） - 監督

### ラジオ
過去のレギュラー
- フワちゃんのオールナイトニッポン0(ZERO)（ニッポン放送、2022年4月4日 - 2024年7月29日）
  - フワちゃんのオールナイトニッポンX（ニッポン放送、2021年3月31日 - 2022年3月30日）[98]

特別番組（MCもしくはメインキャスト）
- フワちゃんのオールナイトニッポン0(ZERO)（ニッポン放送、2020年9月23日）

### テレビドラマ
- やっぱそれ、よくないと思う。（2023年1月6日、テレビ朝日）[99]
- トリリオンゲーム 第3話（2023年7月28日、TBS） - 客 役[100]

### ウェブテレビ
- いきなりフォーリンラブ（ABEMA、2020年1月22日 - 3月25日） - ※初MC
- 有田哲平の引退TV（ABEMA、2022年11月25日 - ） - 見届け人

### 劇場アニメ
- クレヨンしんちゃん 謎メキ!花の天カス学園（2021年7月30日、東宝） - 本人 役[101]

### 吹き替え
- ブレット・トレイン（2022年9月1日、ソニー・ピクチャーズ エンタテインメント） - ホーネット 役〈ザジー・ビーツ〉[102]

### ウェブアニメ
- 実験都市DIVER CITY（2020年） - エフ 役[103]

### イベント
- フワちゃんブレイク会議（2018年9月14日）
- フワちゃん反省会（2019年4月7日） - 見取り図の持ちギャグ「あたおか」を無断使用していることを反省する名目で行われたイベント
- SAPPORO COLLECTION（2019年4月27日）
- KANSAI COLLECTION（2019年8月27日）
- 東京ガールズコレクション（2020年2月29日）

### CM
- CHINTAI（2019年8月17日 - ）ラッパーのACEと共演[104]
- スマートニュース（2020年3月30日 - ）
- プリングルズ「フタ外れちゃうおいしさ」篇（2020年9月23日 - ）[105]
- はるやま「はるやま討論会」篇（2020年2月3日 - ）[106]
- ソニーミュージック DJ和「ラブとポップ 〜大人になっても忘れられない歌がある〜」（2020年5月）
- 東宝
  - 「映画 STAND BY ME ドラえもん 2」（2020年12月）
  - 「映画 クレヨンしんちゃん 謎メキ!花の天カス学園」（2021年4月、7月）
- 東京都新型コロナウイルス感染症対策「フワちゃんステッカー周知」編（2020年8月12日 - ）[107][108]
- セガトイズ「レインボージェリー」（2020年9月）
- ハウスメイト（2020年12月）指原莉乃と共演[109]
- 日産自動車×行列の出来る法律相談所「NOTE e-POWER」（2021年1月）
- 任天堂「Nintendo Switch Newポケモンスナップ」（2021年2月）寺田心と共演[110]
- menu（フードアプリ）（2021年4月）
- 集英社「集英社みらい文庫」（2021年6月 - ）[111]
- DONUTS
  - 「ミクチャ」（2021年6月 - ）加藤浩次と共演[112][113]
  - 「ジョブカン」（2021年7月 - ）武田鉄矢と共演[114]
- 三井不動産×アイ・アム・冒険少年「ららぽーと ららぽーと島ラゾーナ島からの脱出!」（2021年7月）
- マルテ・インターナショナル（2021年12月24日 - ） - アンバサダー・WebCM[115]
- ライフネット生命保険（2022年4月）HIKAKINと共演
- TCB 東京中央美容外科「その正体は」篇（2022年4月 - ）[116]
- mederi「メデリピル」（2022年）
- Google「Google Pixel」（2022年10月）[27][28]

## 受賞歴
- 2020年（令和2年）7月 - 第58回ギャラクシー賞（テレビ部門 奨励賞[117]）
- 2020年（令和2年）11月　第25回ネイルクイーン（タレント部門）[118]
- 2020年（令和2年）12月1日 - 新語・流行語大賞（トップテン入賞）

## 楽曲
- おじゃフワバビュン/フワちゃん＆チームおじゃる丸 - アニメおじゃる丸 第24シリーズ（2021年3月31日 - 12月3日）エンディング曲[119]

## 書籍
- フワちゃん『日めくり まいにち、フワちゃん』KADOKAWA、2020年3月28日。ISBN 978-4-04-064596-4。
- フワちゃん『フワちゃん完全攻略本 2020』宝島社〈TJMOOK〉、2020年6月2日。ISBN 978-4-299-00189-4。

## 提供作品
- =LOVE「ウィークエンドシトロン」（作詞・ラップパート）[120]